# Confederação Brasileira de Hóquei no Gelo
A Confederação Brasileira de Desportos no Gelo é o órgão que dirige e controla o hóquei no gelo e o hockey inline do Brasil, comandando as competições nacionais e a Seleção do Brasil de Hóquei no Gelo.
O hockey inline brasileiro também é subordinado à CBDG.

## Equipes dehockey Inline
O Brasil tem uma grande quantidade de equipes em vários estados.
Região Sul:
- Pelotas Patos
- Apaches
- Caxias Hockey Team
- Blades São José
- Hunters
- Pirates Hockey
- Barriga Verde Hockey
- Concórdia Hockey
- Joinville Raiders Hockey
- Aliens Roller Hockey
- Unifamma Maringa Hockey
- Hold Yager/3 Marias
- No Fear Hockey
- Dallas Hockey

Região Sudeste:
- Casa de Portugal de Teresópolis
- Mad Parrots
- Mandala Atomic Rats
- Niterói Indians
- Dark Wolves Hockey Inline
- Uberlandia Sabiás Hockey Club
- Universal Eagles
- Mighty Ywammers
- The Ducks of Minas
- Schwarzer Donner
- Eldorado Vipers
- Contagem Flames
- América Mineiro
- Roller Boy's de Hockey em Linha
- Clube de Campo de Bragança
- Fênix Hockey in Line
- Sociedade Esportiva Caieiras
- Associação de Esportes sobre Patins Mauá
- Bauru Tênis Clube
- Guarani / Dark’s
- Associação Atlética Banco do Brasil
- Associação de Hóquei Amparo No Limits
- Associação Portuguesa de Desportos
- Associação Sertanezina de Hockey in Line
- São Bernardo Hóquei Clube
- Sociedade Esportiva Palmeiras
- Sociedade Hípica de Campinas

Região Centro-Oeste:
- Predacon Hockey Team
- Angels / AMHP
- Brasilia Hockey Inline
- Sinop Storm
- Associação Campogrande de Hockey e Patinação

Região Nordeste:
- Leão do Norte
- Aracaju Fênix
- Carcará Jampa
- Vento Norte Hockey in line de Salvador
- Salvador Blades

Região Norte:
- Wildbulls
- Clube de Hockey do Amapá